# Dan Potra
Dan Nicolae Potra, (Timişoara, 28 de julho de 1978) foi um ginasta que competiu em provas de ginástica artística pela Romênia.
Potra é o detentor de uma medalha olímpica, de bronze, conquistada na edição de Atenas em 2004. Na ocasião, sua equipe subiu ao pódio na terceira colocação após ser superada pelos times japonês e norte-americano, ouro e prata respectivamente.